# Frederico I de Atenas
Frederico I de Atenas foi Duque de Atenas. Esteve à frente dos destinos do ducado de 1348 até 1355. Foi seguido pelo seu filho Frederico III da Sicília “o Simples”.